# Во, Рик Роман
Рик Роман Во (англ. Ric Roman Waugh; род. 20 февраля 1968, Лос-Анджелес) — американский каскадёр, режиссёр и сценарист. Широко известен благодаря постановке картин «Стукач», «Выстрел в пустоту» и остросюжетного боевика «Падение Ангела».

## Биография
В 1980-х и 1990-х годах работал трюковым исполнителем, снявшись в таких фильмах, как «Универсальный солдат», «Последний из могикан», «Последний киногерой», «Трудная мишень», «Ворон», «Угнать за 60 секунд» и «Противостояние».
Режиссерским дебютом Романа Во стал фильм «В тени», в котором снимались Джеймс Каан, Мэттью Модайн и Кьюба Гудинг-младший. Затем он срежиссировал фильм «Преступник» (2008), в котором снимались Стивен Дорфф и Вэл Килмер. Во работал с актером Дуэйном Джонсоном в фильме «Стукач» (2013).
Он также рассматривался на пост режиссёра фильма-катастрофы «Глубоководный горизонт» еще в 2012 году, прежде чем выбыть в процессе разработки фильма. Во стал постановщиком третьей части серии «Has Fallen» под названием «Падение ангела», которая вышла в 2019 году. Помимо работы в качестве режиссёра, он также работал актёром, снявшись в фильме «Каффс» в 1992 году с Кристианом Слейтером и Миллой Йовович в главных ролях.

## Избранная фильмография
Кино
| Год  | Название                     | Режиссёр | Сценарист | Продюсер | Бюджет   | Сборы       |
| ---- | ---------------------------- | -------- | --------- | -------- | -------- | ----------- |
| 2013 | Стукач                       | Да       | Да        | Нет      | $ 25 млн | $ 57.9 млн  |
| 2017 | Выстрел в пустоту            | Да       | Да        | Да       | $ 10 млн | $ 3.4 млн   |
| 2019 | Падение Ангела               | Да       | Да        | Нет      | $ 40 млн | $ 146.7 млн |
| 2020 | Гренландия                   | Да       | Нет       | Нет      | $ 35 млн | $ 52.3 млн  |
| 2021 | Национальные чемпионы        | Да       | Нет       | Нет      | $ 8 млн  | $ 475 тыс.  |
| 2023 | Беглец                       | Да       | Нет       | Нет      | $ 60 млн | $ 5.4 млн   |
|      | Гренландия: Миграция         | Да       | Нет       | Нет      | $ 65 млн |             |
|      | Будущий фильм Рика Романа Во | Да       | Нет       | Нет      |          |             |

Только на видео
| Год  | Название   | Режиссёр | Сценарист | Распространитель |
| ---- | ---------- | -------- | --------- | ---------------- |
| 2001 | В тени     | Да       | Да        | Lionsgate        |
| 2008 | Преступник | Да       | Да        | Sony             |

## Награды и номинации

### Номинации
- 2017 — номинация на премию Austin Film Award за лучший фильм.